# Yoshio Fujiwara
Yoshio Fujiwara (藤原 良夫 Fujiwara Yoshio?) fue un futbolista japonés que se desempeñaba como delantero.
Fujiwara fue elegido para integrar la selección nacional de Japón para los Juegos del Lejano Oriente de 1923.

## Trayectoria

### Clubes
| Club     | País  | Año  |
| -------- | ----- | ---- |
| Osaka SC | Japón | ???? |

### Selección nacional
| Selección | País  | Año  |
| --------- | ----- | ---- |
| Absoluta  | Japón | 1923 |

## Estadística de equipo nacional
| Selección de Japón | Selección de Japón | Selección de Japón |
| Año                | Part.              | Goles              |
| ------------------ | ------------------ | ------------------ |
| 1923               | 1                  | 0                  |
| Total              | 1                  | 0                  |